# Farkas Elek (politikus, 1871–1956)
Bánegyházi Farkas Elek (Kiskunhalas, 1871. május 14. - Kiskunhalas, 1956. október 23.) földbirtokos, a magyar országgyűlés felsőházának tagja.

## Élete
A bánegyházi Farkas család leszármazottja volt, akiknek Kiskunhalas környékén jelentős birtokaik voltak. Szülei Bánegyházi Farkas Imre (1837-1920) orvos és Kolozsváry Róza voltak. Középiskolai tanulmányait szülővárosában, a református  gimnáziumban végezte. Érettségi után a keszthelyi gazdasági akadémián szerzett oklevelet. Az 1940-es évekig birtokait fejlesztette, melyek nagysága megközelítette az 1000 holdat. Aktív szerepet játszott a helyi közéletben, a halasi Hangya Szövetkezet alapító tagja, majd elnöke volt. Szintén tagja volt a Halasi Takarékpénztár s további közgazdasági intézmények vezetőségének. Az 1920-1930-as években a  Halasi Kaszinó elnöke volt. Kiskunhalas képviselő-testületének, Pest-Pilis-Solt-Kiskun vármegye közgyűlésének két évtizeden át volt tagja. Pest vármegye törvényhatósága választotta meg 1927. január 12-én felsőházi tagnak, mely tisztséget 1930-ig viselte. Sírhelye a kiskunhalasi régi református temetőben található.

## Házassága
Kisgörbőn, 1895. szeptember 28-án feleségül vette a polgári származású Vértessy Ludovika (Nagygörbő, 1873. február 2.) kisasszonyt, akinek az apja Vértessy Iván (1827–1898), hites ügyvéd, 1848-as honvéd főhadnagy, és a tekintélyes zalamegyei nemesi származású forintosházi Forintos családból való forintosházi Forintos Matild (1836–1906) voltak. Az apai nagyszülei Prininger Jakab, városi polgár, és Bor Éva. Az anyai nagyszülei forintosházi Forintos Károly (1795-1866) táblabíró, mihályfai földbirtokos és a pósfai Horváth családból való pósfai Horváth Eleonóra (1800-1863) voltak.